# Trimeresurus tibetanus
Trimeresurus tibetanus là một loài rắn trong họ Rắn lục. Loài này được Huang mô tả khoa học đầu tiên năm 1982.